# Tobias Keck
Tobias Keck (geb. 26. April 1971 in Nürnberg) ist ein deutscher Chirurg und Direktor der Chirurgischen Klinik des Universitätsklinikums Schleswig-Holstein in Lübeck.

## Werdegang
Tobias Keck absolvierte sein Studium der Humanmedizin an der Friedrich-Alexander-Universität Erlangen – Nürnberg, an der University Stanford in San Jose (USA) und der University of California, UCSD, in San Diego (USA). 1997 promovierte er an der Alexander-Universität Erlangen – Nürnberg und bestand im gleichen Jahr das das amerikanische Staatsexamen, die United States Medical Licensing Examination (USMLE) Step I und II. 1997/98 war Tobias Keck Arzt im Praktikum in der Chirurgischen Universitätsklinik Heidelberg und übernahm dort 1999 eine Stelle als Assistenzarzt. Von 1999 bis 2002 war Keck Surgical Research Fellow der Harvard Medical School in Boston, USA, im Labor von Andrew Warshaw und von 2002 bis 2004 Assistenzarzt der Chirurgischen Universitätsklinik in Freiburg. 2004 erlangte Keck seinen Facharzttitel für Chirurgie. Im Jahr 2005 übernimmt Tobias Keck die Stelle des Oberarztes der Chirurgischen Universitätsklinik und erhält seine Habilitation und Venia Legendi. 2006 ergänzt Keck seine Facharztqualifikation durch die Zusatzbezeichnung Spezielle Chirurgische Intensivmedizin und 2007 hat durch die Schwerpunktbezeichnung Viszeralchirurgie und Spezielle Viszeralchirurgie. Seit März 2006 leitete Tobias Keck als verantwortlicher Oberarzt für Pankreaschirurgie das Internationale Pankreaskarzinomzentrum Freiburg. 2008 absolvierte er den Master of Business Administration (MBA) in Health Care Management der Technischen Universität Dresden, woraufhin er 2009 zum leitenden Oberarzt ernannt wurde. Im gleichen Jahr verlieh man ihm die außerplanmäßige Professur im Fach Chirurgie der Albert-Ludwigs-Universität Freiburg. 2012 folgte Keck dem Ruf des Universitätsklinikums Schleswig-Holstein (UKSH) und übernahm dort die Professur auf Lebenszeit für Chirurgie. Am 1. Dezember 2012 wurde Keck zum Direktor der Klinik für Chirurgie am Campus Lübeck des Universitätsklinikums Schleswig-Holstein ernannt. Unter seiner Leitung wurde die Klinik 2014 als Exzellenzzentrum für Minimalinvasive Chirurgie zertifiziert. Im gleichen Jahr übernahm Tobias Keck am UKSH Campus Lübeck die Leitung des Darmkrebszentrums, des Pankreaskarzinomzentrums und die Funktion des kommissarischen Direktors der Klinik für Urologie. Von 2014 bis 2020 hatte er zudem die Leitung des Onkologischen Zentrums und des Universitäten Cancer Centers Lübeck (UCCL) inne.

## Klinischer Schwerpunkt
Der klinische Schwerpunkt von Tobias Keck umfasst das gesamte Spektrum der Viszeralchirurgie und der minimal-invasiven Chirurgie. Seine spezielle Kompetenz besteht in der minimal-invasiven und roboter-assistierten Pankreas-, Magen- und Speiseröhrenchirurgie.

## Publikationen
Prof. Tobias Keck verfasste zahlreiche Publikationen:
https://scholar.google.de/citations?hl=de&user=d1sQ53sAAAAJ

## Ehrenprofessuren
- Honorary Professor of Surgery (Prof.h.c.), National Medical University 'O.O. Bogomolec', Kiew, Ukraine
- Honorary Professor of Surgery (Prof.h.c.), National Pirogov Memorial Medical University, Vinnytsa, Ukraine